# Potisangaba
Potisangaba is een kevergeslacht uit de familie van de boktorren (Cerambycidae). De wetenschappelijke naam van het geslacht werd voor het eerst geldig gepubliceerd in 2009 door Napp & Martins.

## Soorten
Potisangaba is monotypisch en omvat slechts de volgende soort:
- Potisangaba panama Napp & Martins, 2009